# Портреты родителей (картина Дюрера)
«Портреты родителей Дюрера» (или «Родители Дюрера с чётками») — общее название двух небольших портретов родителей художника Альбрехта Дюрера, написанных им около 1490 года. Портреты, первоначально составлявшие диптих, были разделены после 1588 года.

## История
Портреты Альбрехта Дюрера старшего (1427—1502) и Барбары Дюрер (ок. 1451—1514) были созданы в начале 1490-х годов. В это время художник закончил своё ученичество у Михаэля Вогельмута и собирался, завершая своё образование, совершить путешествие. Портреты известны тем, что художник, не приукрашивая облик своих родителей, показал признаки старения человека. Автобиографические заметки Дюрера, оставившие сведения о нелёгкой жизни отца и матери, свидетельствуют о любви и уважении, которые художник питал к ним. Портреты были созданы Дюрером или для того, чтобы показать мастерство художника родителям, или в качестве подарка, перед тем, как отправиться в поездку для завершения обучения.
В настоящее время портрет Дюрера старшего находится в галерее Уффици (Флоренция). Портрет Барбары Дюрер с 1925 года хранится в Германском национальном музее (Нюрнберг). Связь между двумя работами была установлена в 1977 году на основании одинаковых размеров картин, того, что они обе имеют один инвентарный номер (19 — номер, под которым был зарегистрирован диптих в 1573/74 году в инвентаре Имгофа), схожести в композиционном построении, колорите. Однако, возможно, что картина из Нюрнберга — ранняя копия утраченного оригинала.
Портрет отца в этом диптихе считается работой более высокого качества и признан «свидетельством удивительной глубины психологизма» восемнадцатилетнего художника. На флорентийской картине плохо сохранилась оригинальная авторская живопись, она подвергалась поновлениям. Портрет подписан и датирован с обеих сторон, это первая по времени подпись Дюрера монограммой AD. Однако, вероятно, даты и монограмма были добавлены позже, и, возможно, не самим Дюрером. На обороте портрета отца нарисованы гербы семейств Дюреров (открытая дверь — Дюрер старший родился в венгерском селении Ajtó, что по-немецки означает «дверь») и Хольперов (олень, значение герба неясно), под крылатым мавром в красном одеянии.

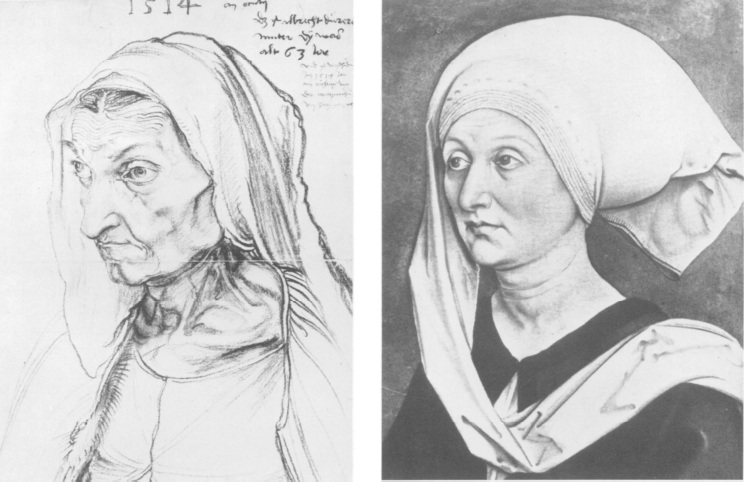
Портреты Барбары Дюрер 1514 года и 1490 года (перевёрнутый)

Барбара была дочерью нюрнбергского ювелира Иеронима Хольпера, у которого служил Дюрер старший. Двое мужчин подружились, а позднее сорокалетний Дюрер женился на Барбаре, которой было 15 лет. Супруги, судя по всему, жили в добром согласии. Привлекательная, по свидетельству сына, в молодости, к моменту написания портрета Барбара выглядела болезненной женщиной старше 40 лет. Она изображена в повороте три четверти на зелёном фоне. Наряд Барбары: красное платье и белый головной убор замужней женщины с длинным «хвостом», перекинутым через плечо, контрастирует со скромным тёмным костюмом мужа. Картина была обрезана слева, при этом нарушено равновесие композиции и удалена часть чепца женщины.
До 1977 года этот портрет не связывался с матерью Дюрера. Исследователь жизни и творчества художника Федя Анцелевский отметил сходство женщины на портрете с рисунком 1514 года — единственным подписанным портретом Барбары Дюрер, где мать художника нарисована им в возрасте 63 лет. Сравнив зеркально перевёрнутый портрет 1490 года и рисунок 1514 Анцелевский счёл их изображениями одной и той же женщины.
Искусствовед Юлиан фон Фиркс отмечает, что Дюрер мог быть знаком с портретом графа Георга фон Левенштейна работы Ганса Плейденвурфа через своего учителя Михаэля Вольгемута. Этот портрет, один из примеров изображения пожилого человека, в свою очередь, вероятно, был создан под влиянием портрета кардинала Николо Альбергати (1438), приписываемого Ван Эйку.
По предположению Анцелевского, портреты, вероятно, были разделены где-то между 1588 и 1628 годом, возможно, для продажи портрета отца Дюрера императору Священной Римской империи Рудольфу II.

## Комментарии
1. ↑  Портрет имеет несколько вариантов наименований, в Уффици он называется «Портрет отца художника».
2. ↑  Дюрер внимательно изучал и фиксировал возрастные изменения во внешности своих моделей, однако себя после автопортрета 1500 года изображал лишь на заднем плане своих произведений либо в небольших рисунках.
3. ↑  Представитель нюрнбергской семьи банкиров и купцов. С Имгофами Дюрер был связан деловыми и дружескими отношениями.
4. ↑  Вольгемут был отчимом родного сына Ганса Вильгельма.